# Weobley
Weobley – wieś w Anglii, w hrabstwie Herefordshire. Leży 17 km na północny zachód od miasta Hereford i 203 km na zachód od Londynu.